# Antonín Buček
Antonín Buček (ur. 24 lutego 1984 w Ostrawie) – czeski piłkarz występujący na pozycji bramkarza.
Zawodnik grę rozpoczynał w drużynach juniorskich Baníka Ostrawa, a także NH Ostrawa. Jako senior większość swej piłkarskiej kariery spędził w Baníku, gdzie grał do 2013 roku (notując w tym czasie także epizody w trzech innych czeskich klubach: Chmel Blšany, FK Ústí nad Labem oraz Baník Sokolov). Jesienią 2013 roku występował w Akżajyku Orał z Kazachstanu, następnie w Energetyku ROW Rybnik, a od lipca 2014 roku jest graczem GKS-u Katowice. Piłkarz ma na koncie występy w reprezentacji Czech do lat 16, 18, 19 i 21.